# Apoldaer Störungszone

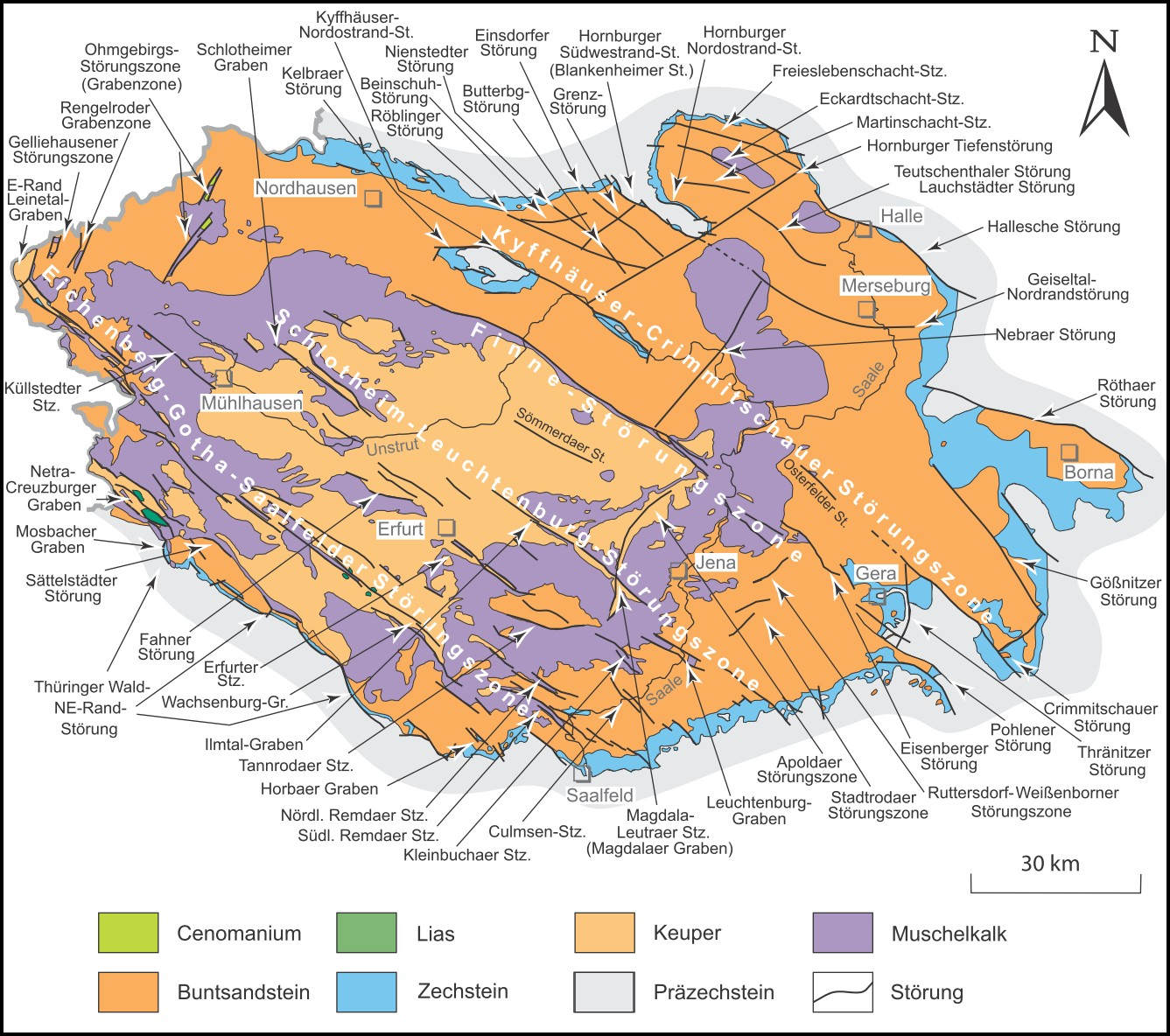
Die Apoldaer Störungszone und das Keuperdreieck von Denstedter und Apoldaer Mulde zwischen Ettersberg und Jenaer Scholle nordwestlich Jenas

Die Apoldaer Störungszone ist eine von Nordnordosten nach Südsüdwesten streichende geologische Störungszone im Landkreis Weimarer Land in Thüringen. Sie zieht sich von der namensgebenden Stadt Apolda in etwa bis Loßnitz im äußersten Osten Blankenhains. 
Der Nordteil der Störungszone verläuft entlang des Herressener Baches; er trennt zwei Teilschollen der Bleicherode–Stadtrodaer Scholle, nämlich die Bleicherode–Sömmerdaer Scholle mit dem Ettersberg im Nordwesten und die Jenaer Scholle, den Nordostteil der Ilm-Saale-Platte um Jena, im Südosten.
Nordwestlich Magdalas kreuzt die Apoldaer Störungszone stumpfwinklig die hercynisch verlaufende Schlotheim–Leuchtenburg-Störungszone (bzw. den Magdalaer Graben), südlich derer sie, etwas nach Südosten versetzt, in etwa dem Oberlauf der Magdel folgt.

## Apoldaer und Denstedter Mulde
Unmittelbar westlich an die Apoldaer Störungszone und den Herressener Bach schließt sich die Apoldaer Mulde an, die nördlich Apoldas mit der den Unterlauf der Ilm begleitenden Denstedter Mulde (benannt nach Denstedt) zusammenläuft. Beide Mulden tragen im Kern Unteren Keuper mit Löss und Lössderivaten als jüngste Gesteinsschicht. Im Südwesten werden beide Mulden durch einen maximal 314 m hohen Muschelkalk-Ausläufer der Ilm-Saale-Platte getrennt, der zum Mündungswinkel zwischen Herressener Bach und Ilm hin in Mittleren Keuper mit Schluff- und Tonsteinen übergeht. Weiter nach Nordosten bildet das Ilmtal eine ungefähre Südostgrenze des Thüringer Beckens.
Die Struktur des zu Apoldas Nordosten hin spitzwinkligen Muldendreiecks legt ein Auseinanderdriften der Muschelkalkrücken von Ettersberg und Jenaer Scholle als eine der Ursachen nahe (vgl. obige Karte).